# عبد الرحمن الخاطر
عبد الرحمن علي الخاطر لاعب كرة قدم قطري، ولد في (21 يناير 1995). 

## مسيرة اللاعب
لعب سابقاً في نادي أم صلال ونادي لوسيل ونادي معيذر.